# Cassine aquifolium
Cassine aquifolium là một loài thực vật có hoa trong họ Dây gối. Loài này được Fiori mô tả khoa học đầu tiên năm 1915.